# Jakub Otruba
Jakub Otruba (Olomouc, 30 gennaio 1998) è un ciclista su strada ceco che corre per il team Caja Rural-Seguros RGA. È attivo in formazioni UCI dal 2017.

## Palmarès

### Strada
- 2015 (Juniores)

Campionati cechi, Prova a cronometro Junior
- 2016 (Juniores)

Campionati cechi, Prova in linea Junior
2ª tappa Orlicka Lanskroun Juniors (Lanskroun > Lanskroun, cronometro)
3ª tappa Orlicka Lanskroun Juniors (Lanskroun > Lanskroun)
Classifica generale Orlicka Lanskroun Juniors
- 2018 (Elkov-Author)

Campionati cechi, Prova a cronometro Under-23
Campionati cechi, Prova in linea Under-23
- 2019 (Elkov-Author)

Brno - Velka Bites - Brno
Memorial Jana Veselého
Campionati cechi, Prova a cronometro Under-23
- 2020 (Elkov-Kasper)

Campionati cechi, Prova a cronometro Under-23
- 2022 (Elkov-Kasper, una vittoria)

4ª tappa Turul României (Cristian > Curtea de Argeș)
- 2023 (ATT Investments, due vittorie)

Classifica generale Visit South Aegean Islands
Campionati cechi, Prova a cronometro Elite
- 2024 (ATT Investments, due vittorie)

Silesian Classic
4ª tappa Tour de Bulgarie (Primorsko > Sliven)
- 2025 (Caja Rural-Seguros RGA, una vittoria)

1ª tappa Grande Prémio Internacional de Torres Vedras-Troféu Joaquim Agostinho (Arruda dos Vinhos > Sobral de Monte Agraço)

#### Altri successi
- 2019 (Elkov-Author)

Classifica giovani Giro della Repubblica Ceca
- 2020 (Elkov-Kasper)

Classifica giovani Giro della Repubblica Ceca
- 2023 (ATT Investments)

ŠKODA CUP - Hrabyně u Ostravy
Classifica generale České Pohar
ŠKODA CUP - Lovosice
- 2024 (ATT Investments)

ŠKODA CUP - Krásná Lípa
ŠKODA CUP - Kyjovské Slovácko
Classifica Generale Skoda Cup

## Piazzamenti

### Competizioni mondiali
- Campionati del mondo

Richmond 2015 - Cronometro Junior: 29º
Richmond 2015 - In linea Junior: 47º
Doha 2016 - Cronometro Junior: 53º
Doha 2016 - In linea Junior: 84º
Bergen 2017 - In linea Under-23: 98º
Innsbruck 2018 - Cronosquadre: 12º
Innsbruck 2018 - Cronometro Under-23: 19º
Innsbruck 2018 - In linea Under-23: 59º
Yorkshire 2019 - Cronometro Under-23: 34º
Yorkshire 2019 - In linea Under-23: 38º
Imola 2020 - Cronometro Elite: 37º
Imola 2020 - In linea Elite: 64º
Glasgow 2023 - Cronometro Elite: 44º
Zurigo 2024 - In linea Elite: ritirato

### Competizioni europee
- Campionati europei

Tartu 2015 - Cronometro Junior: 16º
Tartu 2015 - In linea Junior: 66º
Plumelec 2016 - Cronometro Junior: 8º
Plumelec 2016 - In linea Junior: 36º
Zlín 2018 - Cronometro Under-23: 4º
Zlín 2018 - In linea Under-23: 23º
Alkmaar 2019 - Staffetta mista: 7º
Alkmaar 2019 - Cronometro Under-23: 8º
Alkmaar 2019 - In linea Under-23: ritirato
Plouay 2020 - Cronometro Under-23: 9º
Plouay 2020 - In linea Under-23: 26º
Monaco di Baviera 2022 - In linea elite: 34º
Monaco di Baviera 2022 - Cronometro elite: 22º
- Giochi europei

Minsk 2019 - In linea: 66º
Minsk 2019 - Cronometro: 8º